# Cataquas
Cataquas (łac. Diocesis Cataquensis) – stolica historycznej diecezji w Cesarstwie rzymskim w prowincji Numidia zlikwidowana w VII w. podczas ekspansji islamskiej, współcześnie w północnej Algierii. Obecnie katolickie biskupstwo tytularne. 

## Biskupi tytularni
| Lp. | Biskup                       | Funkcja                                                   | Od                   | Do                |
| --- | ---------------------------- | --------------------------------------------------------- | -------------------- | ----------------- |
| 1   | Alphonse Fresnel             | wikariusz apostolski Fort-Dauphin (Madagaskar)            | 4 lutego 1953        | 14 września 1955  |
| 2   | André Perraudin              | wikariusz apostolski Kabgayi (Rwanda)                     | 19 grudnia 1955      | 10 listopada 1959 |
| 3   | Dominique-Marie Đinh Đức Trụ | wikariusz apostolski Thái Bình (Wietnam)                  | 5 marca 1960         | 24 listopada 1960 |
| 4   | Alexander Mbuka-Nzundu       | biskup pomocniczy Kikwit (Zair)                           | 24 czerwca 1961      | 29 listopada 1967 |
| 5   | Jan Chrapek                  | biskup pomocniczy drohiczyński biskup pomocniczy toruński | 25 marca 1992        | 28 czerwca 1999   |
| 6   | Daniel Nlandu                | biskup pomocniczy Kinszasy (DR Konga)                     | 29 października 1999 | 11 listopada 2008 |
| 7   | Nicolas Souchu               | biskup pomocniczy Rennes (Francja)                        | 28 listopada 2008    | 15 listopada 2017 |
| 8   | Mario Alberto Avilés         | biskup pomocniczy Brownsville (USA)                       | 4 grudnia 2017       |                   |